# ТЕЦ Утманія
25°11′15″ пн. ш. 49°18′24″ сх. д. / 25.18750° пн. ш. 49.30667° сх. д.
ТЕЦ Утманія — теплова електростанція на сході Саудівської Аравії, яка обслуговує газопереробний завод Утманія.
На початку 21 століття нафтова компанія Saudi Aramco розпочала програму обладнання своїх виробничих майданчиків теплоелектроцентралями. Зокрема, в 2006-му ТЕЦ отримав ГПЗ Утманія, де встановили дві газові турбіни від General Electric потужністю по 156 МВт. Відпрацьовані ними гази живлять котли-утилізатори продуктивністю по 283 тонни пари на годину.
У 2015-му стала до ладу друга черга у складі однієї газової турбіни потужністю 170 МВт, сполучений з якою котел-утилізатор може видавати 385 тонн пари на годину.
Як паливо ТЕЦ використовує природний газ.
Проект реалізували через Tihama Power Generation Company, засновниками якої виступили французька Engie (60 %) та місцева Saudi Oger (40 %).